# Stiftung Naturschutzfonds Baden-Württemberg
Die Stiftung Naturschutzfonds Baden-Württemberg ist eine landeseigene Stiftung des Landes Baden-Württemberg, die u. a. Maßnahmen des Naturschutzes und der Landschaftspflege in Baden-Württemberg fördert. Vorsitzende des Stiftungsrates ist Thekla Walker. Die Stiftung wurde auf Grundlage des Gesetzes des Landes Baden-Württemberg zum Schutz der Natur und zur Pflege der Landschaft im Jahr 1976 gegründet.

## Aufgabe
Die Aufgaben der Stiftung Naturschutzfonds Baden-Württemberg sind im § 62 NatSchG festgelegt. Demnach fördert der Naturschutzfonds „die Bestrebungen für die Erhaltung der natürlichen Umwelt und der natürlichen Lebensgrundlagen und trägt zur Aufbringung der benötigten Mittel bei.“ Insbesondere hat er die Aufgabe
- die Forschung und modellhafte Untersuchungen auf dem Gebiet der natürlichen Umwelt anzuregen und zu fördern,
- das für Naturschutz zuständige Ministerium bei der Planung und Verwendung der verfügbaren Forschungsmittel zu beraten,
- Maßnahmen zur Aufklärung, Ausbildung und Fortbildung zu unterstützen und zu fördern,
- richtungweisende Leistungen auf dem Gebiet der Erhaltung der natürlichen Umwelt auszuzeichnen,
- Grundstücke für Zwecke des Naturschutzes zu erwerben, deren Erwerb zu fördern und diese zu entwickeln und
- Maßnahmen zum Schutz der Natur und zur Pflege der Landschaft zu fördern.

Neben dem Stiftungsvermögen verwaltet die Stiftung auch Ersatzzahlungen, die von Vorhabensträgern für nicht ausgleichbare Eingriffe in Natur und Umwelt entrichtet werden müssen.
Zum 40-jährigen Bestehen der Stiftung im Jahr 2018 wurde eine Gesamtbilanz von über 3900 geförderten Projekten und über 105 Millionen Euro Fördervolumen angegeben.

## Organisation
Organe der Stiftung sind der Stiftungsrat und die Geschäftsführung.
Der Stiftungsrat stellt den Haushaltsplan fest, überwacht die Rechtmäßigkeit, Zweckmäßigkeit und Wirtschaftlichkeit der Stiftungsgeschäfte und beschließt die Förderprogramme. Neben dem Vorsitz des Stiftungsrats gehören weitere Mitglieder aus verschiedenen gesellschaftlichen Bereichen dem Stiftungsrat an. Die Mitglieder sind ehrenamtlich tätig und werden von dem für den Naturschutz zuständigen Ministerium berufen. Ihre Amtszeit beträgt fünf Jahre.
Die Geschäftsstelle der Stiftung ist beim Umweltministerium in Stuttgart angesiedelt. Die Geschäftsführerin ist Stephanie Rebsch.

## Landesnaturschutzpreis
Die Stiftung verleiht in einem zweijährigen Turnus den Landesnaturschutzpreis Baden-Württemberg. Der Preis wird seit 1982 verliehen und ist mit 30.000 € dotiert, die auf mehrere Preisträger aufgeteilt werden.

## Projekte
Auswahl bisher geförderter Projekte:
- Errichtung der Ökostation Freiburg
- „ReHa Federseemoor“, Wiedervernässungsmaßnahmen am Federsee bei Bad Buchau
- Grunderwerb im Steinbruch Kallenberg durch die Gemeinde Eschelbronn
- Ökologische Sanierung des Moores im Naturschutzgebiet Eschengrundmoos bei Hinterzarten
- Naturtagebuch, ein Angebot der BUNDjugend
- Grundlagenwerke zum Artenschutz (bisher 13 Werke in insgesamt 53 Bänden)[4]